# المصبحي (الجعفرية)

تعديل مصدري - تعديل

المصبحي أو قرية المصبحي   هي إحدى قرى عزلة بني واقدالواقعة ضمن مديرية الجعفرية التابعة لمحافظة ريمة، بلغ تعداد سكانها (274) نسمة حسب تعداد اليمن لعام 2004.

## المحلات التابعة للقرية
- المغربة
- الشرف

## روابط خارجية
- الدليل الشامــل